# Lipiny (Łódź)
Lipiny [pronunciación en polaco: /liˈpinɨ/] es un pueblo ubicado en el distrito administrativo de Gmina Złoczew, dentro del condado de Sieradz, voivodato de Łódź, en el centro de Polonia.  Se encuentra aproximadamente a 7 kilómetros al noreste de Złoczew, a 18 kilómetros al sur de Sieradz, y a 66 kilómetros al suroeste de la capital regional, .